# Another World (série télévisée)
Pour les articles homonymes, voir Another World.
Another World ou Another World: Bay City est un feuilleton télévisé américain en 8 891 épisodes de 30 minutes à 90 minutes, en noir et blanc (de 1964 à 1966) puis en couleurs (de 1966 à 1999), créé par Irna Phillips et William J. Bell et diffusé entre le 4 mai 1964 et le 25 juin 1999 sur le réseau NBC.
Ce feuilleton est inédit dans les pays francophones.
Brad Pitt y a fait ses premiers pas d'acteur en 1987.

## Synopsis
Cette série raconte les aventures de quatre familles dans la ville fictive de Bay City, dans l'Illinois.

## Distribution
- Victoria Wyndham (en) : Rachel Davis Cory (2 613 épisodes, 1972-1999)
- Constance Ford : Ada Hobson (2 517 épisodes, 1967-1992)
- Hugh Marlowe : Jim Matthews (1 938 épisodes, 1969-1982)
- Beverlee McKinsey (en) : Iris Carrington (1 303 épisodes, 1972-1980)
- Irene Dailey : Liz Matthews (37 épisodes, 1975-1992)
- Doris Belack : Madge Murray (1966-1967)

## Commentaire
Après l'annulation de la série par NBC, sa case horaire est remplacée par le soap Passions.